# Amir Haddad
Laurent Amir Khlifa Khedider Haddad (hebreo: עמיר חדד [pronunciado "Jadad"]); conocido artísticamente como Amir (n. París, Francia, 20 de junio de 1984) es un cantante y compositor franco-israelí. Su género musical es el pop. Saltó a la fama en 2006 tras participar en el programa Kokhav Nolad. Posteriormente lanzó en 2011 su primer álbum titulado "Vayehi" y en 2014 ha sido tercer finalista de La Voz de Francia. Tras ser elegido internamente por France Télévisions, representó a Francia en Eurovisión 2016 con el tema «J'ai cherché», quedando en una memorable sexta posición, el mejor puesto de Francia en el festival desde 2002.

## Biografía
Nacido en el XII Distrito de París, en el año 1984. Es hijo de un padre tunecino judío sefardí y de una madre marroquí judía sefardí, que emigraron a Francia en los años 80. A la edad de ocho hizo aliá con sus padres hacia Israel, donde estuvo viviendo en la ciudad de Herzliya al norte de Tel Aviv. Allí pasó toda su juventud, realizó sus estudios primarios, secundarios y seguidamente comenzó a estudiar Odontología. Durante esos años descubrió su pasión por el mundo de la música y comenzó cantando desde niño en una sinagoga y en diversos eventos sociales. Según él mismo confesó en una entrevista, tiene una pérdida auditiva de un 50%, y solo oye por el oído izquierdo.
En el año 2006 saltó a la fama tras participar en el concurso de talentos "Kokhav Nolad", donde fue el primer concursante en cantar canciones en el idioma francés y finalmente al pasar por cuatro etapas fue eliminado, cuyo concurso fue ganado por el cantante Jacko Eisenberg.
Posteriormente, tras su salida del programa y más tarde al finalizar su servicio militar obligatorio en las Fuerzas de Defensa de Israel, decidió continuar con sus estudios de Odontología en la Universidad Hebrea de Jerusalén, en la que se llegó a graduar en el 2012.  Al mismo tiempo siguió con su carrera musical y firmó un contrato con una compañía discográfica francesa, con la cual ha logrado dar actuaciones por países como Suiza, Estados Unidos, Brasil y también en su Francia natal y en su país de residencia, Israel, donde colaboró con una serie de artistas como Shlomi Shabat, Haim Moshe, Dudu Aharon, Gad Elbaz, etc. Además, su canción "Kache limtso milim", la versión hebrea de "J'te l'dis quand même" del cantante Patrick Bruel la realizó en un vídeo musical y tras llegar a él, lo invitó a cantar conjuntamente en un gran evento celebrado el 23 de mayo de 2008 en la ciudad de Ra'anana ante 8.000 espectadores y por última vez durante una gala tributo el 27 de mayo de 2013 en París.
En 2011, durante todavía sus años universitarios, lanzó su primer álbum debut titulado Vayehi, escrito por él mismo y por el compositor Omri Dagan. Este disco incluyó su versión, ya bastante popular, "Kache limtso milim" que fue producida por el famoso productor Offer Nissim y revivió un hit de 1991, "Désenchantée" de la artista franco-canadiense Mylène Farmer.
En 2014, participó en la tercera temporada de la versión francesa del concurso La Voz ("The Voice: la plus belle voix"), emitida por la cadena TF1. En este concurso perteneció al equipo de la cantante Jenifer y tras el paso por todas sus galas finalizó en tercer lugar por detrás del segundo finalista y del ganador Kendji Girac. Tras su paso por La Voz, el 29 de febrero de 2016, fue anunciada su participación en el LXI Festival de la Canción de Eurovisión por la cadena France 2 con el tema «J'ai cherché». Su elección fue realizada por la cadena de forma interna.
El 29 de abril de 2016 lanzó su primer álbum en francés "Au cœur de moi", el cual contiene canciones compuestas por él y que reflejan su espiritualidad, idealismo e influencias musicales, entre las que se incluye su tema para el festival de Eurovisión. El 14 de mayo de 2016 participó en la final del Festival de la Canción de Eurovisión. Actuó en 11.º lugar, y tras recibir 257 puntos en las votaciones, obtuvo el 6.º puesto en la clasificación
En septiembre del 2024, lanzó su cuarto álbum de estudio en francés, titulado "C Amir". El proyecto incluye la canción "Supernova", inspirado en mayor parte por la Masacre en el festival de música de Reim, perpetrado en octubre de 2023, al sur de Israel. El álbum además se vio influenciado por el fallecimiento de su madre.

## Discografía

### Álbumes
- Vayehi (2011)
- Au cœur de moi (2016)
- Addictions (2017)
- Ressources (2020)
- C Amir (2024)[5]

### Sencillos
- Candle in the Wind (2014)
- All of Me (2014)
- Oasis (2015)
- J'ai cherché (2016)
- "On Dirait" (2016)
- "Au Coeur De Moi" (2017)
- "Etats d'amour" (2017)